# Ronde van Picardië 2010
De Ronde van Picardië is een driedaagse wielerwedstrijd gehouden in de Franse streek Picardië. De editie van 2010 werd verreden op 14, 15 en 16 mei.
De eerste etappe werd gewonnen door Kenny van Hummel, de tweede door Ben Swift en de derde door Jimmy Casper. Het eindklassement werd door Ben Swift gewonnen.

## Deelnemende ploegen
| Ploeg                        | Land             |
| ---------------------------- | ---------------- |
| Vacansoleil Pro Cycling Team | Nederland        |
| Française des Jeux           | Frankrijk        |
| Astana                       | Kazachstan       |
| AG2R-La Mondiale             | Frankrijk        |
| Skil-Shimano                 | Nederland        |
| Caisse d'Epargne             | Spanje           |
| Team RadioShack              | Verenigde Staten |
| Cofidis                      | Frankrijk        |
| Team Sky                     | Groot-Brittannië |
| Team Katjoesja               | Rusland          |
| Bbox Bouygues Télécom        | Frankrijk        |
| Euskaltel-Euskadi            | Spanje           |
| Saur-Sojasun                 | Frankrijk        |
| Topsport Vlaanderen-Mercator | België           |
| Bigmat-Auber 93              | Frankrijk        |
| Roubaix-Dalkia               | Frankrijk        |
| Landbouwkrediet - Colnago    | België           |
| Bretagne-Schuller            | Frankrijk        |

## Uitslagen

### Etappes
| No. | Etappe                                       | Afstand  | Winnaar          | 2e plaats       | 3e plaats         |
| --- | -------------------------------------------- | -------- | ---------------- | --------------- | ----------------- |
| 1   | Boué - Doullens                              | 181,0 km | Kenny van Hummel | Ben Swift       | Danilo Napolitano |
| 2   | Friville-Escarbotin-Belloy - Cires-lès-Mello | 186,0 km | Ben Swift        | Allan Davis     | Russell Downing   |
| 3   | Crépy-en-Valois - Sissonne                   | 174,5 km | Jimmy Casper     | Koldo Fernández | Danilo Napolitano |

## Klassementen
Algemeen klassement 
| Nr | Naam                | Ploeg                        | Tijd/Verschil |
| -- | ------------------- | ---------------------------- | ------------- |
| 1  | Ben Swift           | Team Sky                     | 12u 26' 25"   |
| 2  | Koldo Fernández     | Euskaltel-Euskadi            | + 07"         |
| 3  | Allan Davis         | Astana                       | + 10"         |
| 4  | Russell Downing     | Team Sky                     | + 12"         |
| 5  | Michaël Van Staeyen | Topsport Vlaanderen-Mercator | + 16"         |
| 6  | Borut Božič         | Vacansoleil Pro Cycling Team | z.t.          |
| 7  | Alexandre Pichot    | Bbox Bouygues Télécom        | z.t.          |
| 8  | Steven van Vooren   | Topsport Vlaanderen-Mercator | + 19"         |
| 9  | Mychajlo Chalilov   | Team Katjoesja               | + 20"         |
| 10 | Jimmy Casper        | Saur-Sojasun                 | + 21"         |

Puntenklassement 
| Nr | Naam              | Ploeg          | Punten |
| -- | ----------------- | -------------- | ------ |
| 1  | Ben Swift         | Team Sky       | 59     |
| 2  | Kenny van Hummel  | Skil-Shimano   | 40     |
| 3  | Danilo Napolitano | Team Katjoesja | 40     |

Bergklassement 
| Nr | Naam             | Ploeg           | Punten |
| -- | ---------------- | --------------- | ------ |
| 1  | Stéphane Augé    | Cofidis         | 17     |
| 2  | Tristan Valentin | Cofidis         | 11     |
| 3  | Niels Brouzes    | Bigmat-Auber 93 | 9      |

Jongerenklassement 
| Nr | Naam                | Ploeg                        | Punten      |
| -- | ------------------- | ---------------------------- | ----------- |
| 1  | Ben Swift           | Team Sky                     | 12u 26' 25" |
| 2  | Michaël Van Staeyen | Topsport Vlaanderen-Mercator | + 16"       |
| 3  | Steven van Vooren   | Topsport Vlaanderen-Mercator | + 19"       |

Ploegenklassement 
| Nr | Naam                         | Tijd/verschil |
| -- | ---------------------------- | ------------- |
| 1  | Team Sky                     | 37h 20' 19"   |
| 2  | Bbox Bouygues Télécom        | + 05"         |
| 3  | Vacansoleil Pro Cycling Team | + 09"         |

2000 · 2001 · 2002 · 2003 · 2004 · 2005 · 2006 · 2007 · 2008 · 2009 · 2010 · 2011 · 2012 · 2013 · 2014 · 2015 · 2016